# Vézinnes
Vézinnes é uma comuna francesa na região administrativa de Borgonha-Franco-Condado, no departamento de Yonne. Estende-se por uma área de 6,38 km². Em 2010 a comuna tinha 163 habitantes (densidade: 25,5 hab./km²).